# Murr (Luisburgo)
Murr es un municipio alemán perteneciente al distrito de Ludwigsburg de Baden-Wurtemberg.

## Localización
Se ubica a orillas del río Neckar, unos 10 km al noreste de Ludwigsburg.

## Historia
Se conoce su existencia desde el año 972. En el siglo XIII pertenecía a las tierras de la diócesis de Speyer, hasta que en 1302 se integró en el Condado de Wurtemberg.

## Demografía
A 31 de diciembre de 2015 tiene 6413 habitantes.